# Juryj Wiarhiejczyk
Juryj Wiarhiejczyk (biał. Юрый Васільевіч Вяргейчык, ros. Юрий Васильевич Вергейчик, Jurij Wasiljewicz Wiergiejczik; ur. 5 marca 1968 w Mińsku, Białoruska SRR) – białoruski piłkarz, grający na pozycji napastnika, trener piłkarski, reprezentant Białorusi.

## Kariera piłkarska

### Kariera klubowa
Wychowanek SDJuSzOR "Dynama" Mińsk. Pierwszy trener - Anatolij Bohowyk. Rozpoczął karierę piłkarską w 1988 w drużynie rezerwowej Dynama Mińsk, w 1990 debiutował w podstawowej jedenastce. W latach 1992–1995 występował w klubie Dynama-93 Mińsk. Następnie wyjechał za granicę, gdzie występował w belgijskim RWD Molenbeek oraz w trzecioligowym niemieckim klubie VfR Aalen. W 1999 powrócił do ojczyzny, gdzie bronił barw Szachciora Soligorsk, w którym zakończył karierę piłkarską w 2000 już łącząc funkcje trenera.

## Kariera reprezentacyjna
27 maja 1996 zadebiutował w reprezentacji Białorusi w spotkaniu towarzyskim z Azerbejdżanem zremisowanym 2:2. Łącznie zaliczył 7 gier reprezentacyjnych, strzelił 1 gola.

### Kariera trenerska
Jeszcze będąc piłkarzem już łączył w 2000 funkcje trenera w Szachciorze Soligorsk. W 2001 pomagał prowadzić, a od stycznia 2002 już pracował na stanowisku głównego trenera tego klubu, z którym pracuje do dziś.

## Nagrody i odznaczenia
- Wicemistrz Białorusi:

1994
- Brązowy medalista Mistrzostw Białorusi:

1993, 1995
- Zdobywca Pucharu Białorusi:

1995